# Oetophorus koreensis
Oetophorus koreensis är en stekelart som beskrevs av Barron 1998. Oetophorus koreensis ingår i släktet Oetophorus och familjen brokparasitsteklar. Inga underarter finns listade i Catalogue of Life.